# VIA OpenBook
VIA OpenBook es un diseño de referencia  de ordenadores portátiles de VIA Technologies, anunciado en 2008. El diseño de la caja fue lanzado como hardware libre.

## Especificaciones

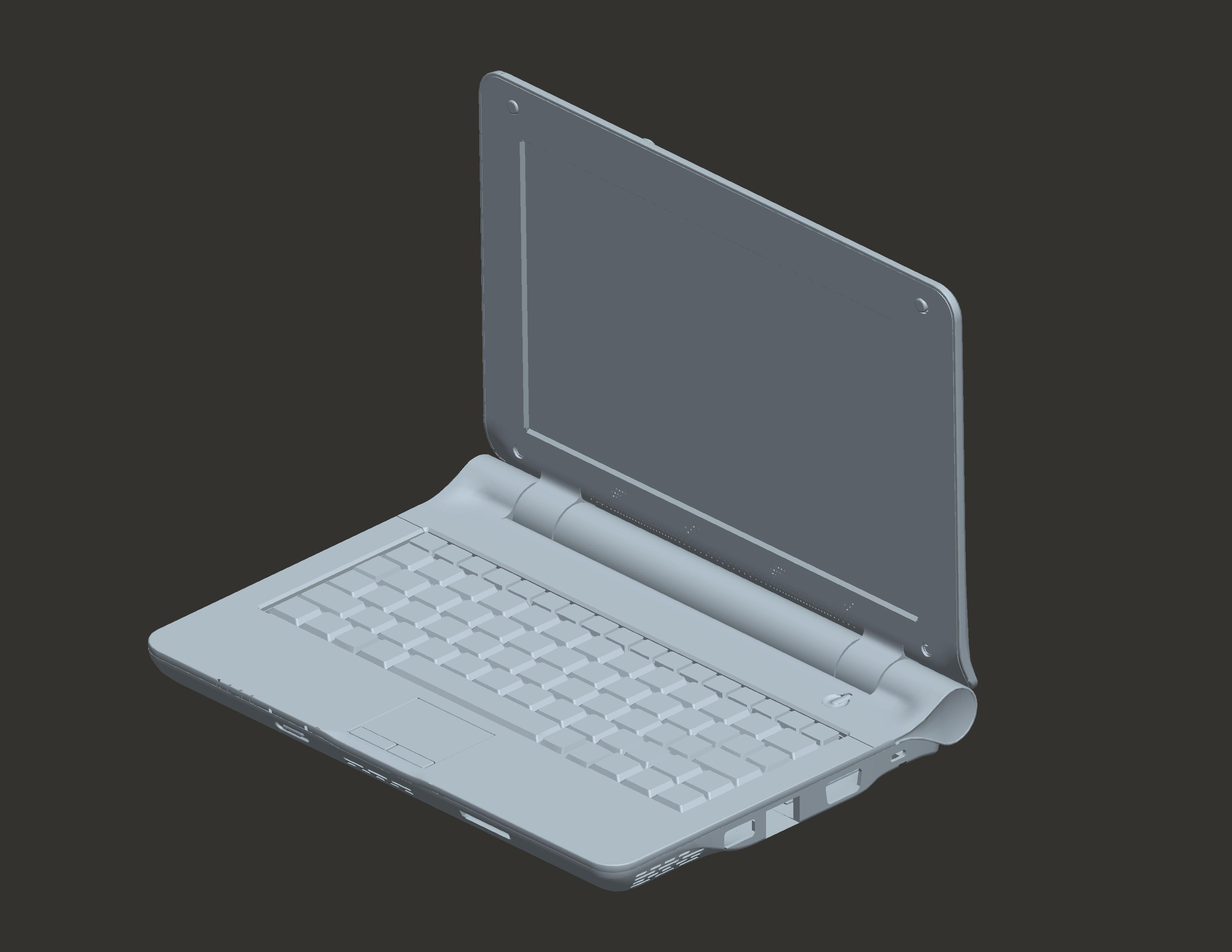
Visualización CAD del diseño de referencia de VIA OpenBook

### Dimensiones
- Dimensions: 24.0w x 17.5d x 3.62h cm (at battery)
- Weight: under 1 kg

### Procesador, memoria
- Processor: 1.0 GHz VIA Nano ULV
- Chipset: VIA VX800 unified
- Memory: DDR2 SO-DIMM up to 2 GB
- Hard disk: 160GB or above

### Red cableada o inalámbrica
- Networking: 10/100/1000 Mbit/s Broadcom Giga NIC Ethernet
- Wireless: 802.11b/g Broadcom or 802.16e GCT
- Bluetooth, Wi-Fi, WiMAX, EV-DO /W-CDMA, HSDPA, GPS options.

### Periféricos
- Pantalla: LED 8.9" WVGA 1024 x 600
- Gráficos: VIA Chrome9 HC3 DX9 3D engine with shared system memory up to 256 MB
- Lector de tarjetas: 4-en-1 integrado
- USB: 3 x (Ver. 2.0 Type A Port)
- Audio: Realtek HD audio codec, 2 speakers
- Audio jacks: 1 microphone-in, 1 headphone out
- Cámara: CCD 2.01 megapixel, dual-headed rotary

### Batería
- Batería: 4 células